# Segontium

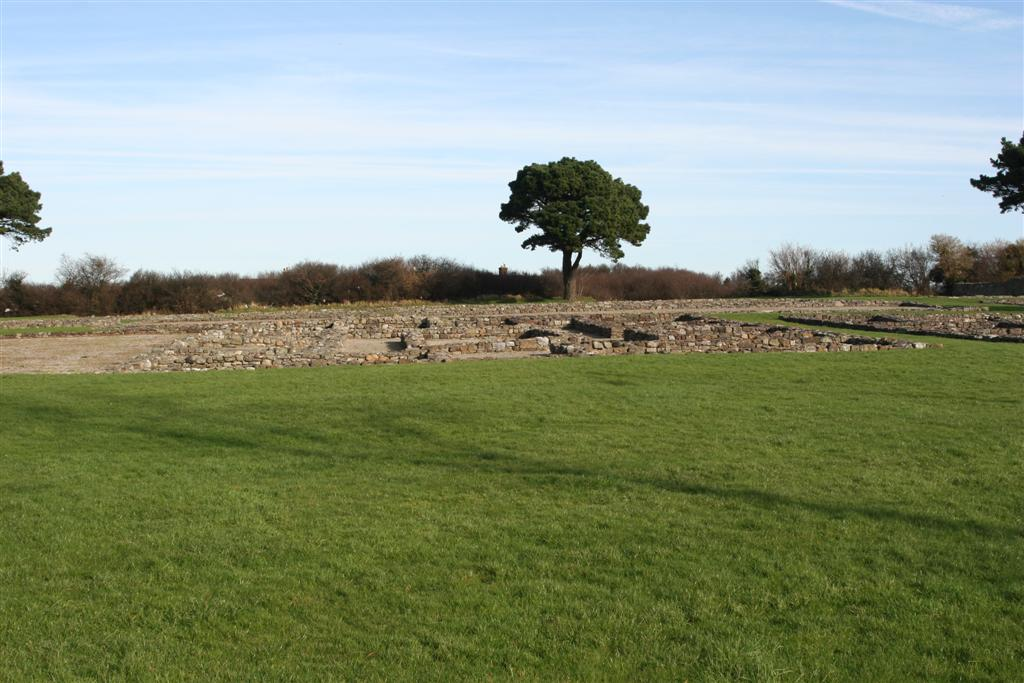
Vista de Segontium desde la carretera A4085

Segontium es un castellum romano o campamento de una unidad auxiliar del ejército imperial romano, situado en las cercanía de la localidad de Caernarfon en Gwynedd, en el norte del País de Gales (Gran Bretaña), en la antigua provincia romana de Britannia.
Este nombre procede probablemente del nombre del río Seiont, a su vez relacionado con los Segontiaci, una de las tribus britonas mencionadas por Julio César. 

## Historia y arqueología

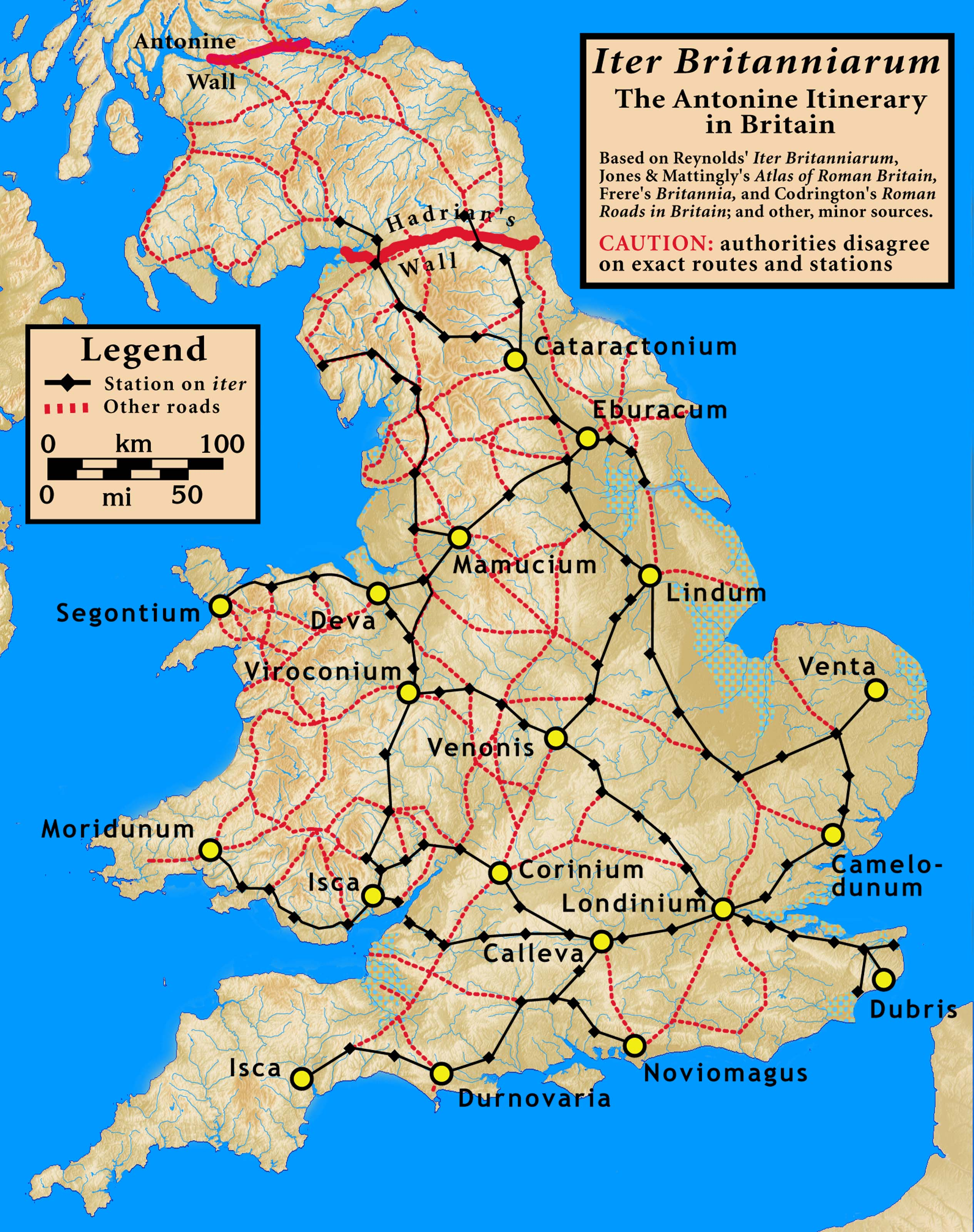
Mapa de las calzadas romanas de Britannia de acuerdo con el Itinerario de Antonino y otras fuentes, en el que aparece reflejado Segontium

El castellum fue creado por Agrícola en 77-78 después de haber derrotado a los ordovicos e incorporado su territorio al Imperio, aprovechando su excelente emplazamiento sobre el estuario del río Seniont, dominando el estrecho de Menai. Segontium es la fortaleza más septentrional del ejército romano en el Norte del país de Gales y fue construida para albergar unos mil soldados de infantería auxiliar, equivalentes a dos cohortes auxiliares. Una vía romana comunicaba esta fortaleza con Deva Victrix (Chester, Inglaterra, Gran Bretaña), sede de la Legio XX Valeria Victrix de la que debieron depender las tropas acuarteladas en Segontium.
El castellum fue edificado inicialmente con madera y tierra, para ser monumentalizado con murallas y edificios de piedra en la primera mitad del siglo II. Una inscripción sobre el acueducto erigida bajo Septimio Severo atestigua que la Cohors I Sunicorum formaba parte de su guarnición; esta unidad había sido reclutada originalmente entre los Sunici una tribu germana de la Gallia Belgica. 
El edificio sufrió modificaciones a lo largo del siglo III y en el siglo IV, detectándose su abandono en un momento indeterminado de finales de esa centuria, ya que la moneda encontrada más tardía corresponde a Graciano.
La actual carretera A4085 dirección Beddgelert atraviesa el yacimiento, aunque se conservan la mayoría de los restos de los edificios. Existe un pequeño museo, en el que se exponen los materiales encontrados en el castellum. En sus proximidades se han encontrado los restos de una ciudad civil, destacando una necrópolis y un templo de Mithra, conocido como Mitreo de Caernarfon.
El uso militar de Segontium está incluido en el actual nombre Caernarfon, ya que caer significa fuerte, y el nombre es la evolución del galés Caer yn ar-Fon, lo que traducido equivale a fortaleza opuesta a Mona (Anglesey).

## Segontium en la mitología y la ficción
Segontium aparece en el Breuddwyd Macsen Wledig (Drama de Macsen Wledig), uno de los cuatro relatos independientes de Tales en el Mabinogion, en el que Macsen, que puede identificarse con Magno Máximo, usurpador del imperio romano en 383 frente a Teodosio I, sueña con una hermosa mujer que resulta ser la fortaleza en la desembocadura del Seninot.
La novela Eagle in the Snow de Wallace Breem empieza y termina en el Segontium postromano, haciendo una anacrónica referencia a su Mitreo.